# Washboard Sam
Robert Clifford Brown, född den 15 juli 1910 i Walnut Ridge, Arkansas, död den 6 november 1966 i Chicago, Illinois, känd under artistnamnet Washboard Sam, var en amerikansk bluessångare och -musiker (tvättbräda - vilken ofta var försedd med två koskällor och en "cymbal" - den senare gjord av exempelvis en pajform eller ett gryt-/burklock.).